# Parque nacional Montes Pico
El Parque Nacional Montes Pico es un parque nacional en Queensland (Australia), ubicado a 760 km al noroeste de Brisbane.

## Datos
- Área: 25,00 km²;
- Coordenadas: 22°28′58″S 147°52′34″E / -22.48278, 147.87611
- Fecha de Creación: 1983
- Administración: Servicio para la Vida Salvaje de Queensland
- Categoría IUCN: II

Véase también:
- Zonas protegidas de Queensland

- Datos: Q1630414